# Cerapachys suscitatus
Cerapachys suscitatus é uma espécie de formiga do gênero Cerapachys.